# Востров, Николай Павлович
Николай Павлович Востров (1934 — 2018) — советский хозяйственный, государственный и политический деятель.

## Биография
Родился в 1934 году в Андижане. Член КПСС.
С 1951 года — на хозяйственной, общественной и политической работе. В 1951—1991 гг. — рабочий на хлопковых полях Андижанской области, ученик фрезеровщика, в рядах Советской Армии, фрезеровщик Андижанского механического завода «Коммунар» производственного объединения «Узбекхлопкомаш» Министерства машиностроения для лёгкой и пищевой промышленности и бытовых приборов СССР.
Указами Президиума Верховного Совета СССР от 24 апреля 1975 года и от 10 марта 1981 года награждён орденами Трудовой Славы 3-й и 2-й степеней.
Указом Президиума Верховного Совета СССР от 10 июня 1986 года награждён орденом Трудовой Славы 1-й степени.
Делегат XXVII съезда КПСС.
Умер в селе Верхняя Добринка Жирновского района Волгоградской области в 2018 году.